# Kisludas
Kisludas románul: Gusu, az erdélyi szászok nyelvén Gässhiwell, német nyelven Gießhübel, falu Romániában, Erdélyben, Szeben megyében. Közigazgatásilag Nagyludas községhez tartozik.

## Fekvése
Szerdahelytől északkeletre, Nagyludas közelében fekvő település.

## Története

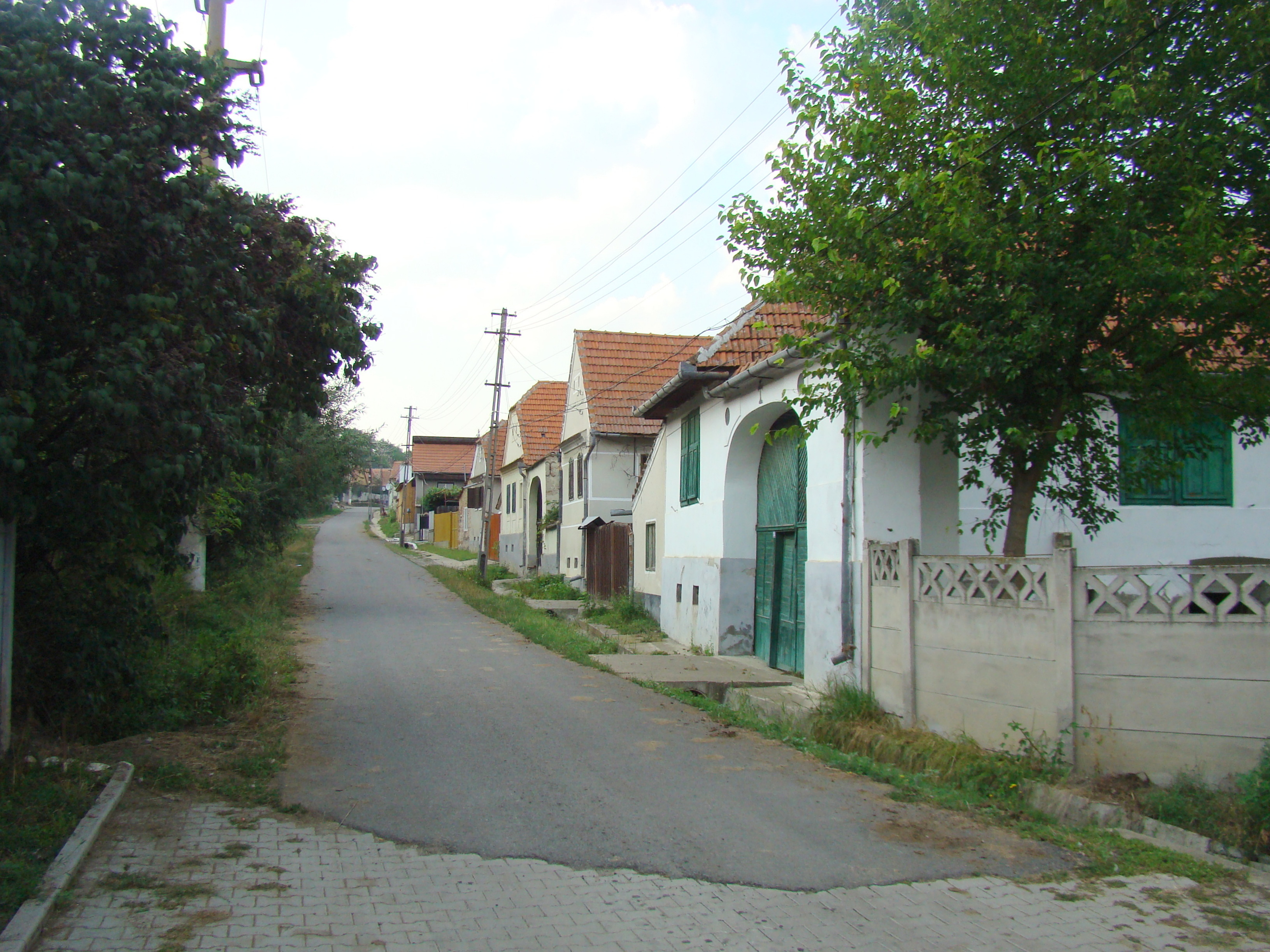
Kisludas, részlet

Kisludas, Ludas nevét már 1296-ban említette egy oklevél: Both (Ludas Bot) de Ludos formában, mint Ludasi Both birtokát, akinek fiai a Kiskonyhához (Preszákához) tartozó Kerecnuk erdő kivágása miatt pereltek az erdélyi káptalannal.
Későbbi névváltozatai: 1309-ben Rothludas, Bothludas, 1587-ben Kys Lwdas,  1733-ban Kis-Ludas, 1750-ben Kis-Ludos, 1808-ban
Ludas (Kis-) h., Giesshübel g., Guszul-mik val.,  1861-ben Kis-Ludas, Gißhübel, Guszu, 1888-ban Kis-Ludas (Gieshübel, Guczu),
1913-ban Kisludas.
1309-ben Henricum de Rothludas [:Bothludas], Botludas alakban jegyezték fel nevét, ekkor papját a dézsmamegtagadó és kiközösített szász papok közt említették.
1332–1336 között neve a pápai tizedjegyzékben is szerepelt Andreas sacerdos de Ludas alakban. A sebesi dékánátushoz tartozó papja 1332-ben 3 pensa, 1336-ban 66 dénár pápai tizedet fizetett (Gy 2: 172).
1431-ben p. Kysludas a. n. Bakludas, p. Bakludas néven Ludasi Both birtokaként volt említve.
A trianoni békeszerződés előtt Alsó-Fehér vármegye Kisenyedi járásához tartozott.
1910-ben 949 lakosából 3 magyar, 368 német, 578 román volt. Ebből 157 görögkatolikus, 361 evangélikus, 421 görögkeleti ortodox volt.

## Galéria

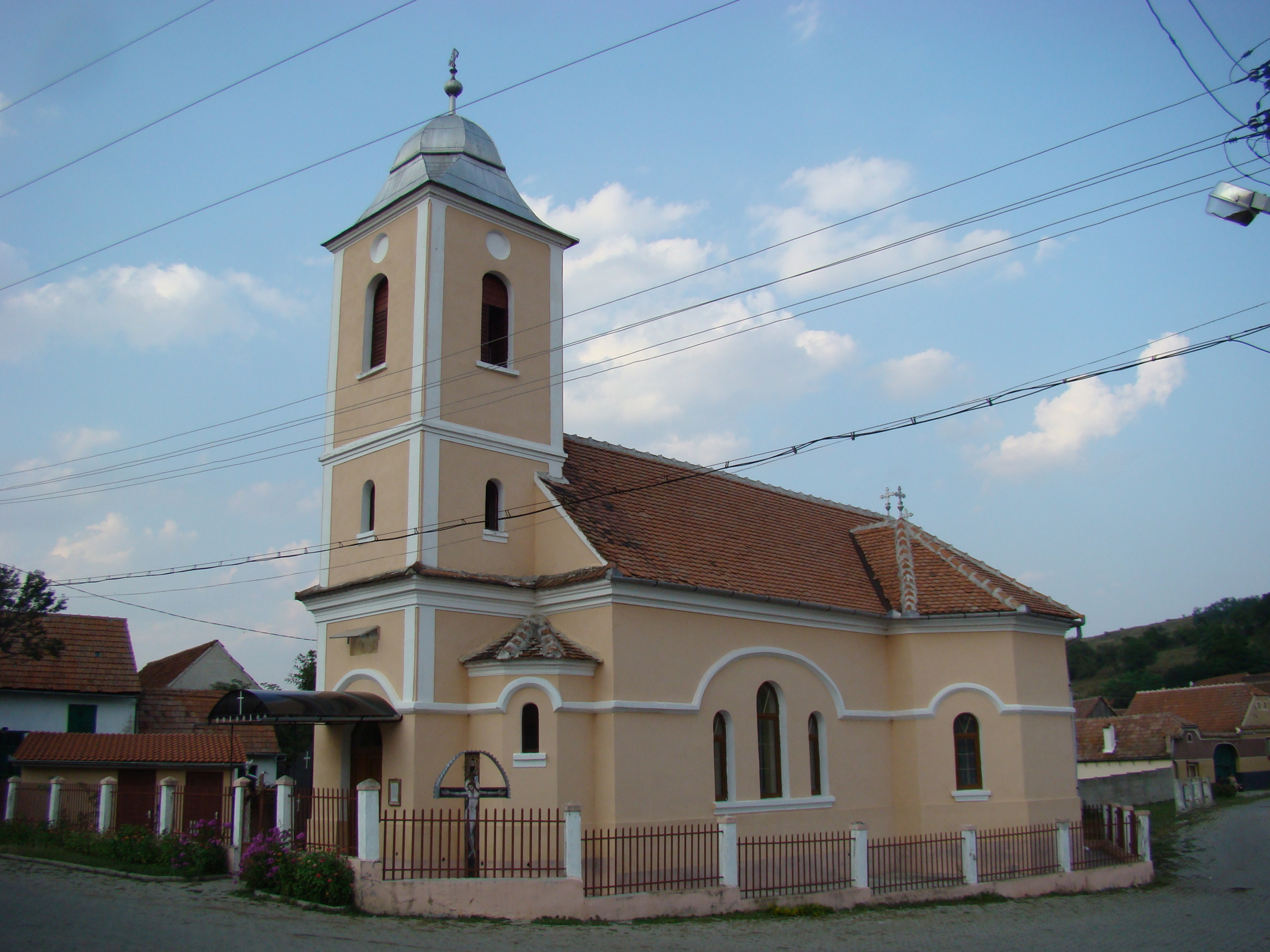
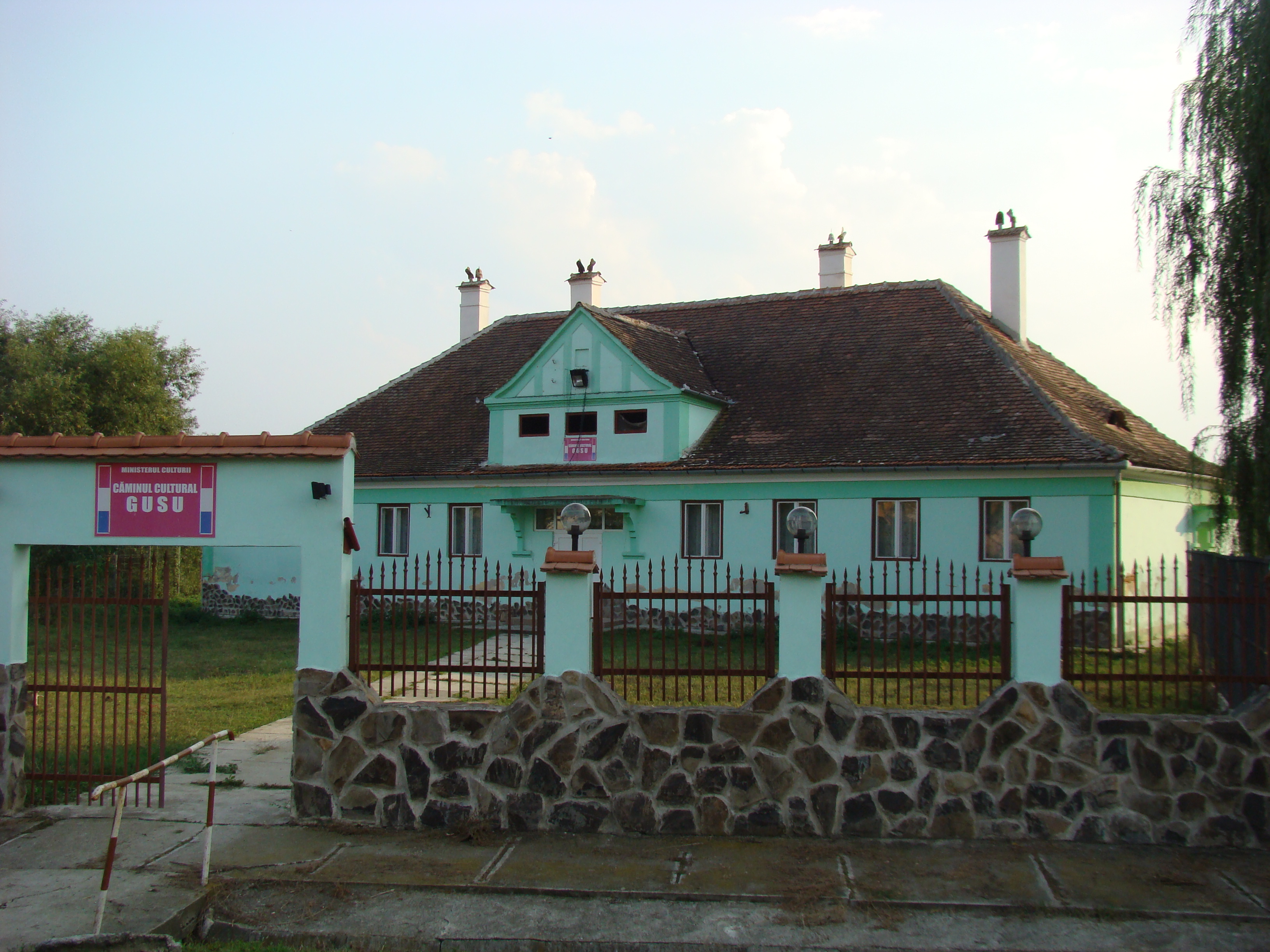
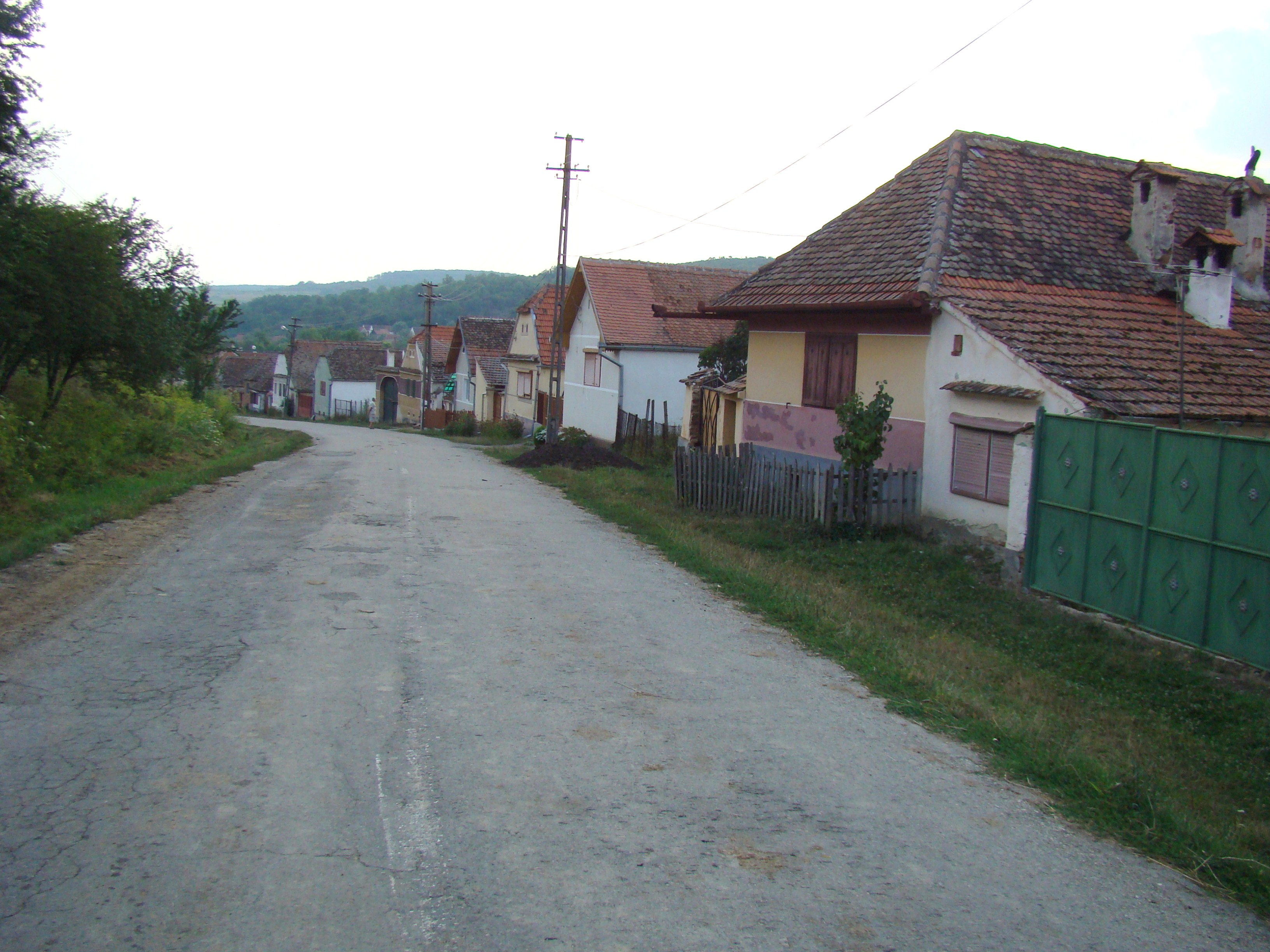
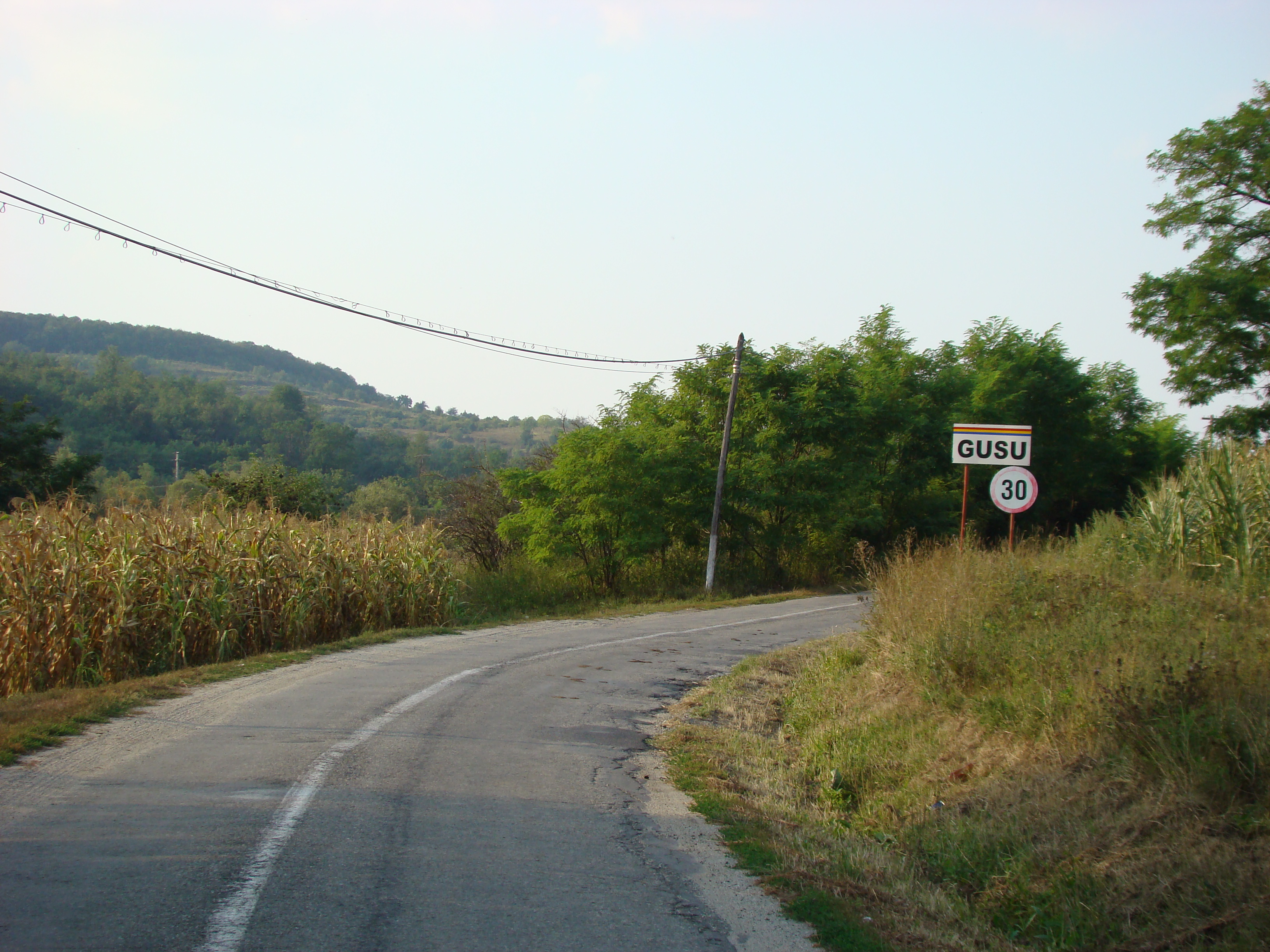

## Források

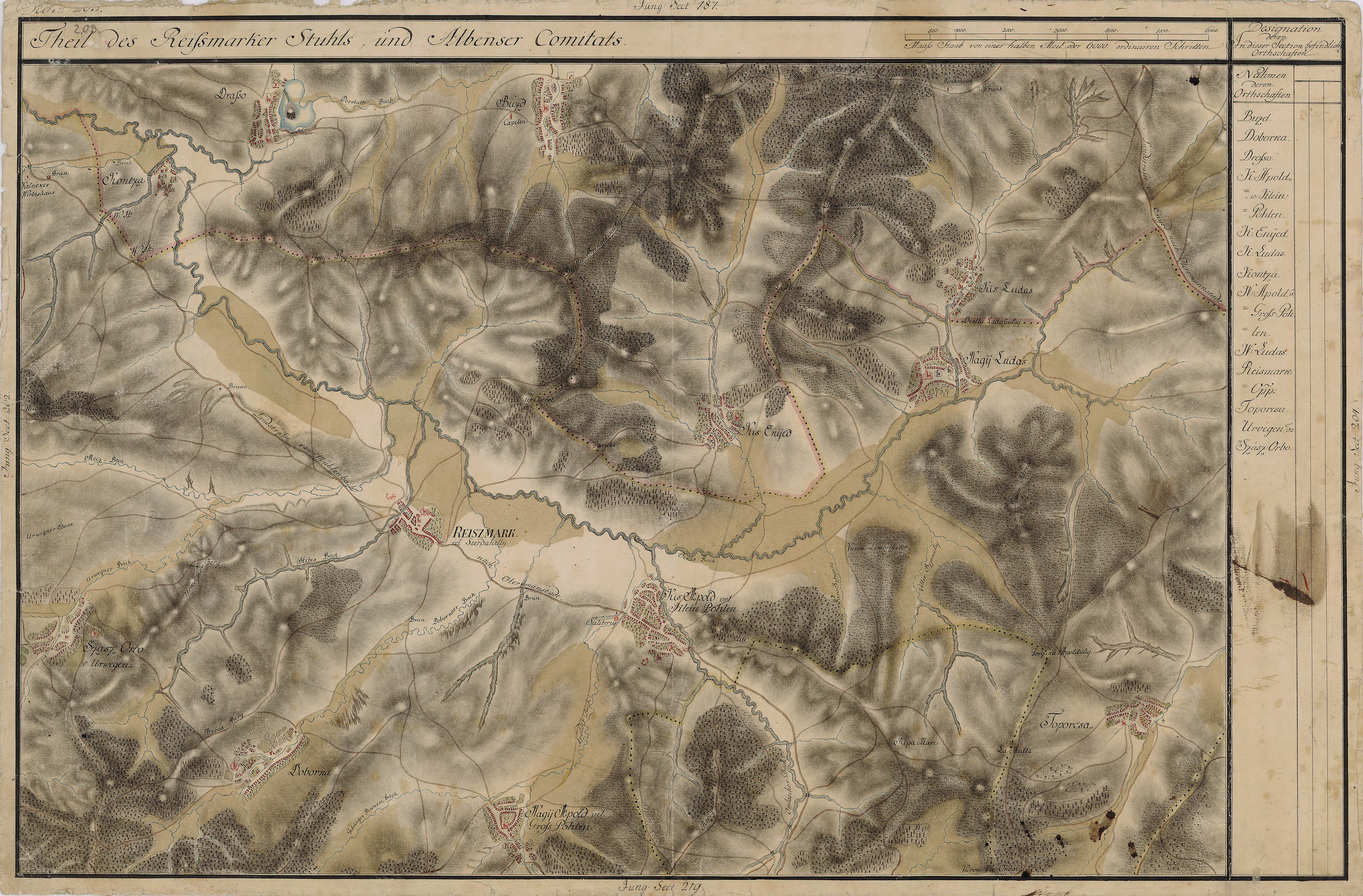
Kisludas egy régi térképen